# Punta Baz
Punta Baz es un pequeño cabo localizado en la porción poniente del litoral norte de la península de Yucatán. Se encuentra 21°09′48″N 90°04′59″O / 21.16333, -90.08306 6 km al poniente del puerto de Sisal y al oriente de Punta Palmas, en el estado de Yucatán, México. Hay aún numerosas playas vírgenes en torno a este cabo.

## Puntas
En la Península de Yucatán el término Punta se utiliza para designar las formaciones que configuran el litoral. 

"Por su morfología es posible distinguir dos tipos de Puntas: los extremos del cordón litoral que señalan las entradas de mar hacia los esteros y, por otro lado, las salientes de tierra hacia el mar, sean arenosas o pétreas, y que marcan un cambio de dirección en el trazo de la línea del litoral".